# Física além do modelo padrão
Física além do modelo padrão refere-se a teorias que expandam ou complementem o Modelo Padrão da física de partículas, ou modelos que tenham o Modelo Padrão como um limite ou um caso particular. Atualmente o Modelo Padrão Minimamente Supersimétrico (em inglês Minimal Supersymmetric Standard Model) é a proposta mais estudada, principalmente na esperança de resolver o problema da hierarquia e propor uma explicação para a Matéria escura.